# سوسیس تابستانی

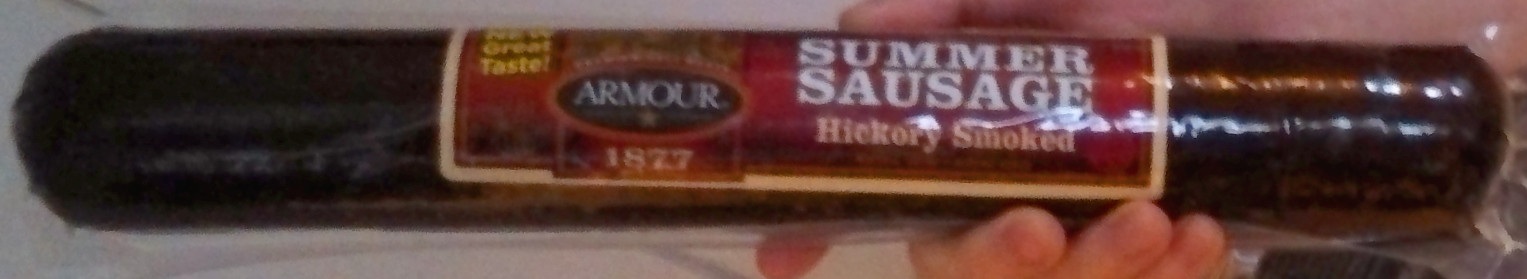
یک سوسیس تابستانی بزرگتر

سوسیس تابستانی یک اصطلاح آمریکایی برای هر سوسیس است که می‌توان آن را خارج از یخچال تا هنگام باز کردن نگهداری کرد. سوسیس تابستانی معمولاً مخلوطی از گوشت خوک است، اما ممکن است از گوشت‌های دیگری مانند گوشت گاو یا گوزن درست شده یا حاوی آن باشد. سوسیس تابستانی تخمیر می‌شود، و می‌توان آن را خشک یا دودی کرد، و در حالی که مواد پخت به‌طور قابل توجهی متفاوت است، تقریباً همیشه از نمک پخت استفاده می‌شود. ادویه‌ها ممکن است شامل دانه خردل، فلفل سیاه، نمک سیر یا شکر باشد.
تخمیر سوسیس تابستانی پی اچ را کاهش می‌دهد تا رشد باکتری‌ها را کند و ماندگاری طولانی تری داشته باشد و طعم بدی ایجاد کند. طعم متمایز را می‌توان با استفاده از اسید سیتریک به عنوان میانبر برای نگهداری کشت‌ها برای تخمیر دسته زیر کپی کرد.
در اسپانیا، سوسیس‌های تابستانی شامل سالچیچون، چوریزو، لونگانیزا، فوئت، چیستورا و انواع دیگر امبوتیدو است.